# Universidad de las Artes de Londres
La Universidad de las Artes de Londres (en inglés: University of the Arts London (UAL)) es una universidad colegiada (universidad en la que las funciones se dividen entre una administración central y una serie de colegios constituyentes) ubicada en Londres, Inglaterra, y especializada en arte, diseño, moda y artes escénicas.
Es una federación de seis colegios de arte:
1. Colegio de Artes Camberwell.
2. Central Saint Martins.
3. Chelsea College of Arts.
4. London College of Communication.
5. London College of Fashion.
6. Wimbledon College of Arts.

UAL se estableció como universidad en 2003 y tomó su nombre actual en 2004.